# IBM System/360
IBM System/360 (S/360) je řada sálových počítačů vyráběných v letech 1965 až 1978. Šlo o první řadu počítačů navrženou tak, aby pokrývala celý rozsah aplikací, komerční i vědecké, od malých až po rozsáhlé. Návrh jasně rozlišoval mezi architekturou a implementací, což firmě umožnilo vytvořit sadu kompatibilních modelů odstupňovaných výkonností a cenou. Až na jeden byly všechny částečně kompatibilní s IBM System/360 Model 44, přičemž většina dražších systémů používala pro implementaci instrukční sady mikrokód, který využíval adresování 8bitových bytů a instrukce pro výpočty v binární, desítkové a šestnáctkové pohyblivé řádové čárce. IBM ohlásila nástup nové řady 7. dubna 1964.
Rodina System/360 používala technologii IBM Solid Logic Technology (SLT), která zahájila éru výkonnějších ale menších počítačů.
Nejpomalejší model Model 30 byl ohlášen v roce 1964. Prováděl až 34 500 instrukcí za sekundu, a používal paměť od 8 do 64 KB. Výkonné modely přišly později; IBM System/360 Model 91 z roku 1967 mohl provádět až 16,6 miliónů instrukcí za sekundu. Větší modely 360 mohly mít až 8 MB hlavní paměti, ale takto velká paměť nebyla běžná – i větší systémy mívaly jen 256 KB hlavní paměti, i když běžnější bylo 512, 768 nebo 1024 KB. Některé modely měly až 8 megabytů pomalejší paměti Large Capacity Storage (LCS) (s cyklem 8 mikrosecond).
Prodej řady IBM 360 byl extrémně úspěšný, protože její koncepce umožňovala zákazníkům koupit menší systém s vědomím, že v případě potřeby může být rozšířen, bez nutnosti znovu vytvářet aplikační software nebo nahrazovat periferní zařízení. Mnozí považovali tuto řadu za jeden z nejúspěšnějších projektů v historii počítačů, který ovlivnil návrh počítačů na léta dopředu.
Hlavním architektem System/360 byl Gene Amdahl, a projekt řídil Frederick Brooks, jehož nadřízeným byl předseda Thomas J. Watson Jr. Komerční vydání řídil jiný z Watsonových spolupracovníků, John R. Opel, který řídil spuštění řady sálových počítačů IBM System 360 v roce 1964.
Kompatibilita se softwarem pro System/360 je (s určitými omezeními) na aplikační úrovni udržována na serverech IBM System z až do současnosti.

## Historie

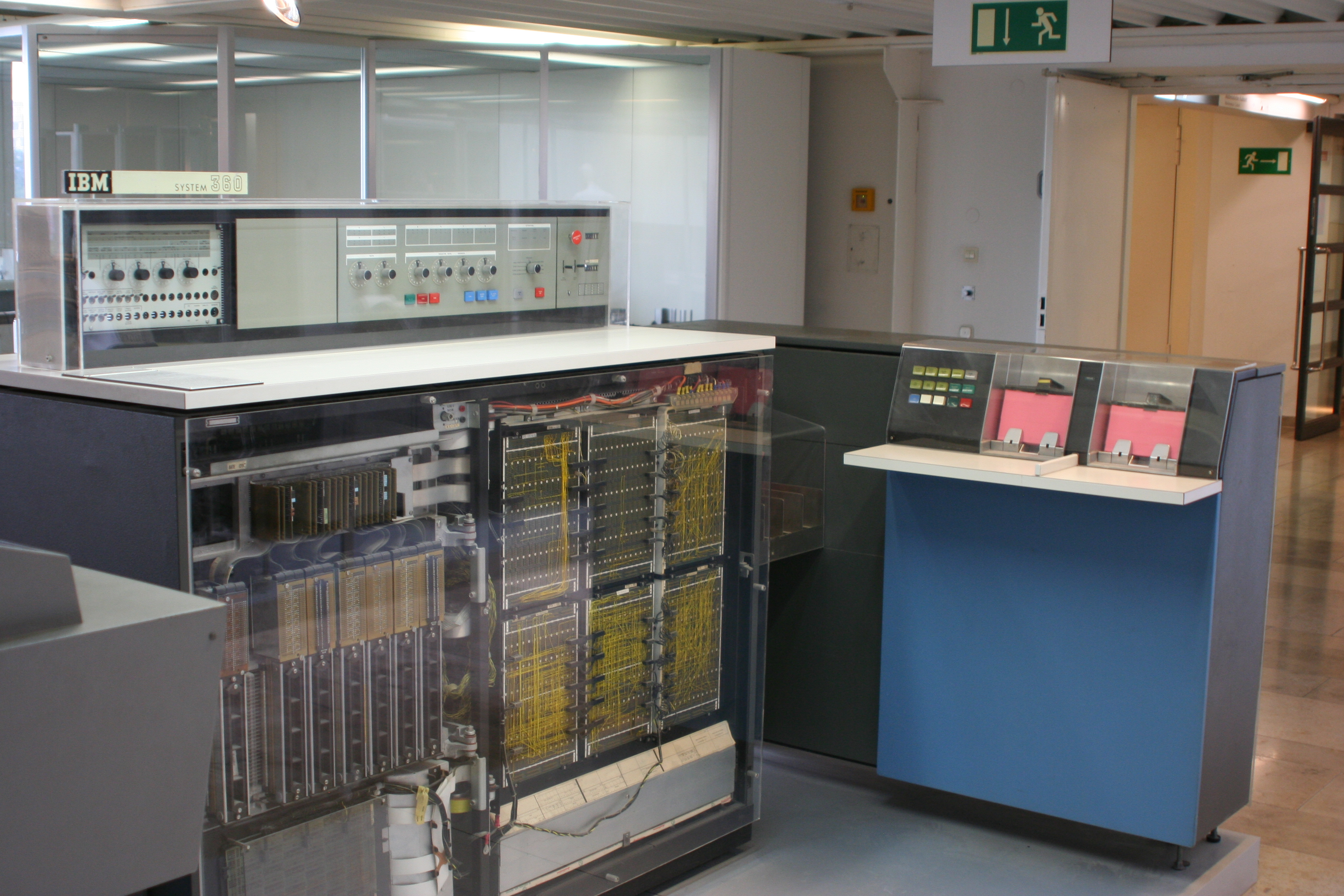
Procesorová jednotka IBM System/360 Model 20 s odstraněnými čelními panely, s děrnoštítkovou jednotkou IBM 2560 MFCM (Multi-Function Card Machine)

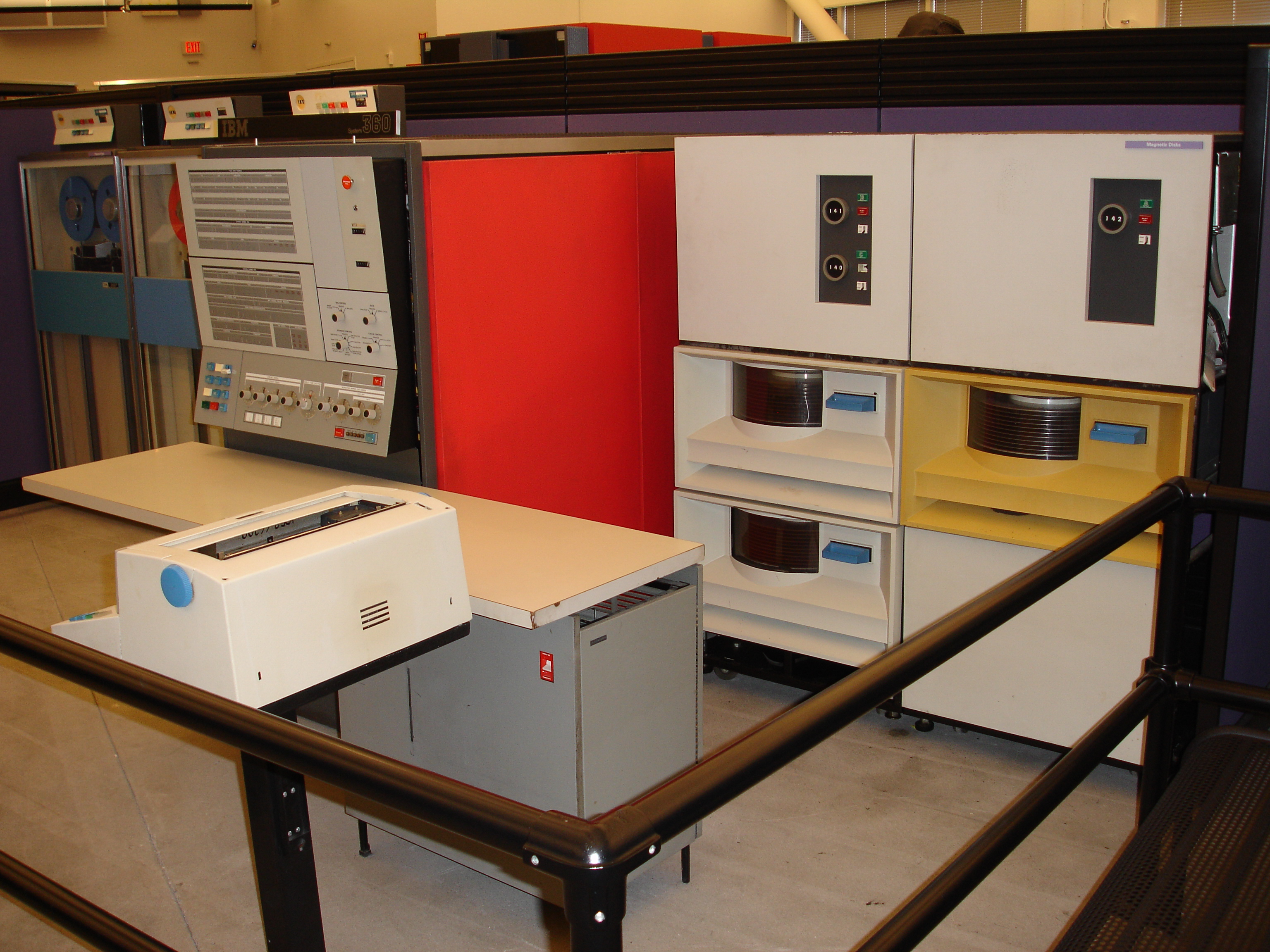
Procesorová jednotka IBM System/360 Model 30 (červená skříň uprostřed obrázku), magnetopáskové jednotky vlevo a diskové jednotky vpravo, v Computer History Museum

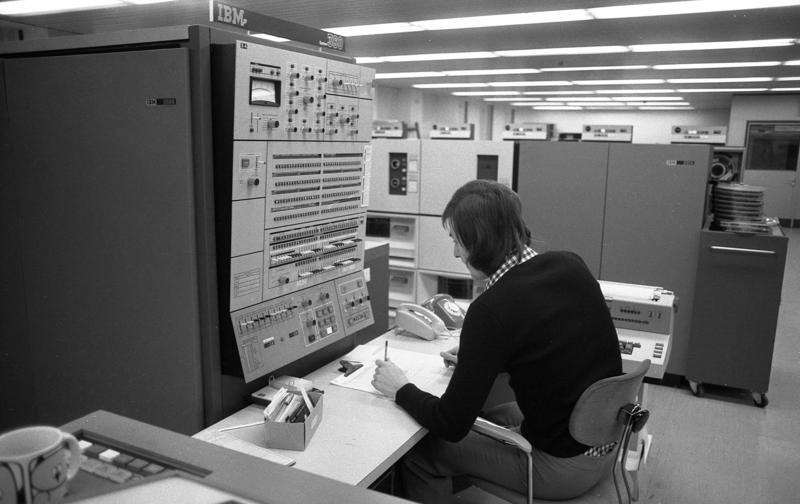
Procesorová jednotka IBM System/360 Model 50, operátorská konzole počítače a periferní zařízení ve firmě Volkswagen

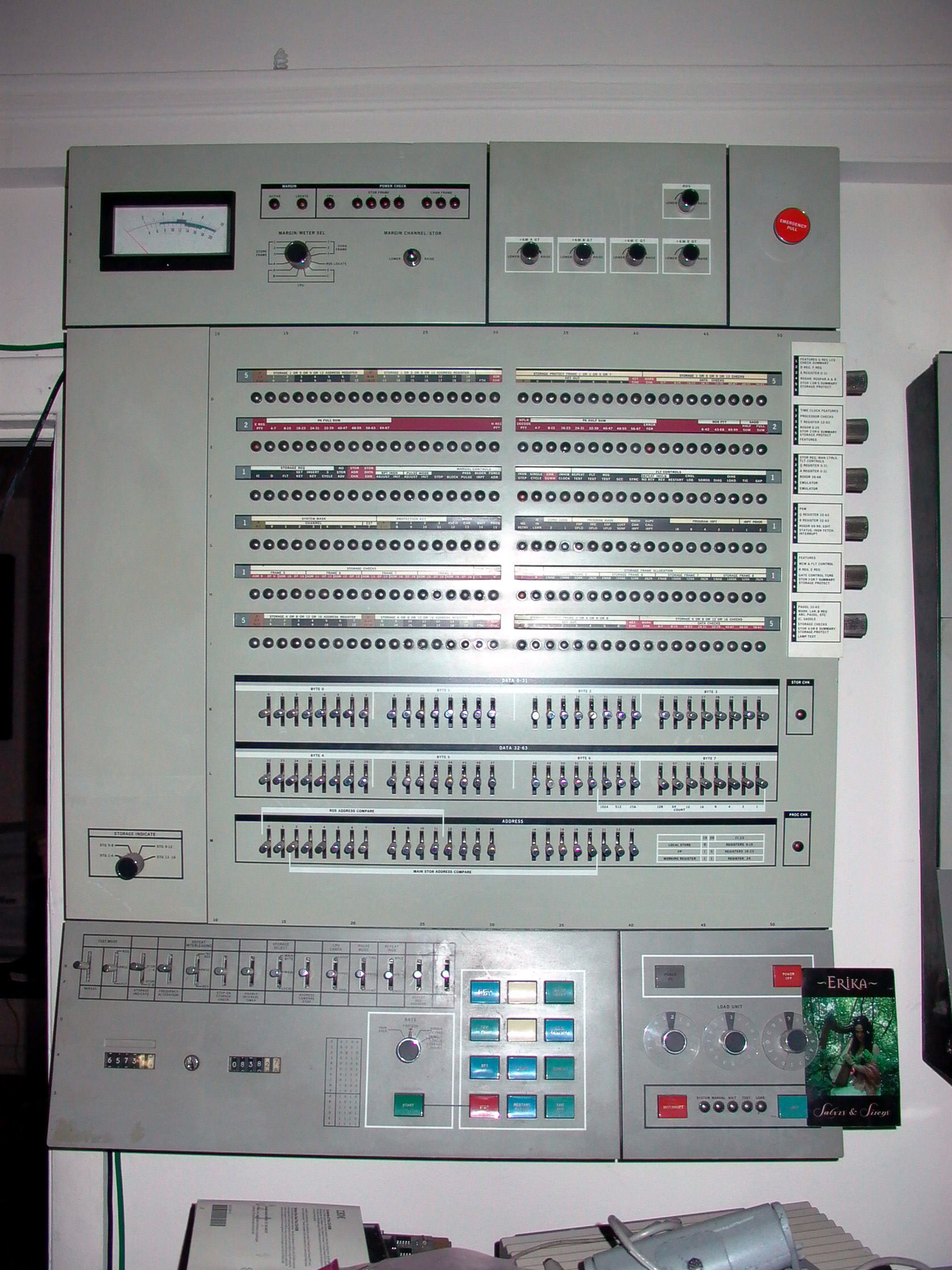
Operátorská konzole System/360 Model 65 s kontrolkami indikujícími hodnoty v registrech a přepínači (uprostřed obrázku) a s hlavním vypínačem „Big Red Switch" vpravo nahoře.

### Rodina počítačů
Na rozdíl od tehdy běžných průmyslových postupů vytvořilo IBM celou novou řadu počítačů, od malých po rozsáhlé, od málo po vysoce výkonné, přičemž všechny (až dvě výjimky pro určité trhy) používaly stejnou instrukční sadu. To umožňovalo zákazníkům nakoupit levnější model a upgradovat jej na větší systém podle vzrůstajících potřeb, bez ztráty času a nákladů na přepracovávání softwaru. Před příchodem řady System/360 se pro finanční a obchodní aplikace používaly jiné počítače, s odlišnými sadami instrukcí a odlišným operačním systémem, než pro vědecké. Také počítače různé velikosti mívaly odlišné instrukční sady. Firma IBM byla prvním výrobcem, který použil technologii mikrokódu pro implementaci řady kompatibilních počítačů, které se značně lišily výkonností; největší a nejrychlejší modely však místo mikrokódu používaly pevně zadrátovanou logiku.
Tato flexibilita značně snižovala bariéry pro vstup do oboru. U většiny jiných výrobců si zákazníci museli vybrat mezi stroji, jejichž výkon mohl být shledán nedostatečným, a stroji, které byly zbytečně výkonné a tedy zbytečně drahé. Kvůli tomu mnoho společností jednoduše počítače nekupovalo.

### Modely
IBM na počátku ohlásilo řadu šesti počítačů a 40 běžných periferních zařízení. Nakonec bylo dodáváno 14 modelů, včetně unikátních speciálních modelů pro NASA. Nejlevnější model byl IBM System/360 Model 20 s pouhými 4096 byty vnitřní paměti, pouze osmi 16bitovými registry místo 16 32bitových registrů, které mají ostatní počítače System/360, a instrukční sadou, která byla podmnožinou sady dostupné u jiných strojů.
Počáteční oznámení v roce 1964 zahrnovalo modely 30, 40, 50, 60, 62 a 70. První tři byly modely nízkého a středního výkonu prodávané od roku 1965, které měly nahradit IBM 1400 series. Poslední tři, určená jako náhrada za 7000 series stroje, nebyly nikdy dodávány a byly nahrazeny 65 a 75, který byly dodávány od listopadu 1965 a ledna 1966.
Později byla nabídka levnějších modelů doplněna o modely IBM System/360 Model 20 (v roce 1966, jak je uvedeno výše), IBM System/360 Model 22 (v roce 1971) a 25 (v roce 1968). Model 20 měl několik podmodelů; podmodel 5 z nich byl nejvýkonnější. Model 22 byl recyklovaný Model 30 s menšími omezeními: s menší maximální velikostí paměti, a pomalejšími V/V kanály, které jej umožňovaly připojení pouze diskových a páskových zařízení, která byla pomalejší a měla nižší kapacitu než u modelu 30.
Model 44 (1966) byl specializovaný model navržený pro vědecké výpočty, práci v reálném čase a pro řízení. Byl vybaven přídavnými instrukcemi, včetně instrukcí pro přenos mezi úložným prostorem a vnitřní pamětí, zatímco pět jiných složitých instrukcí bylo odstraněno.

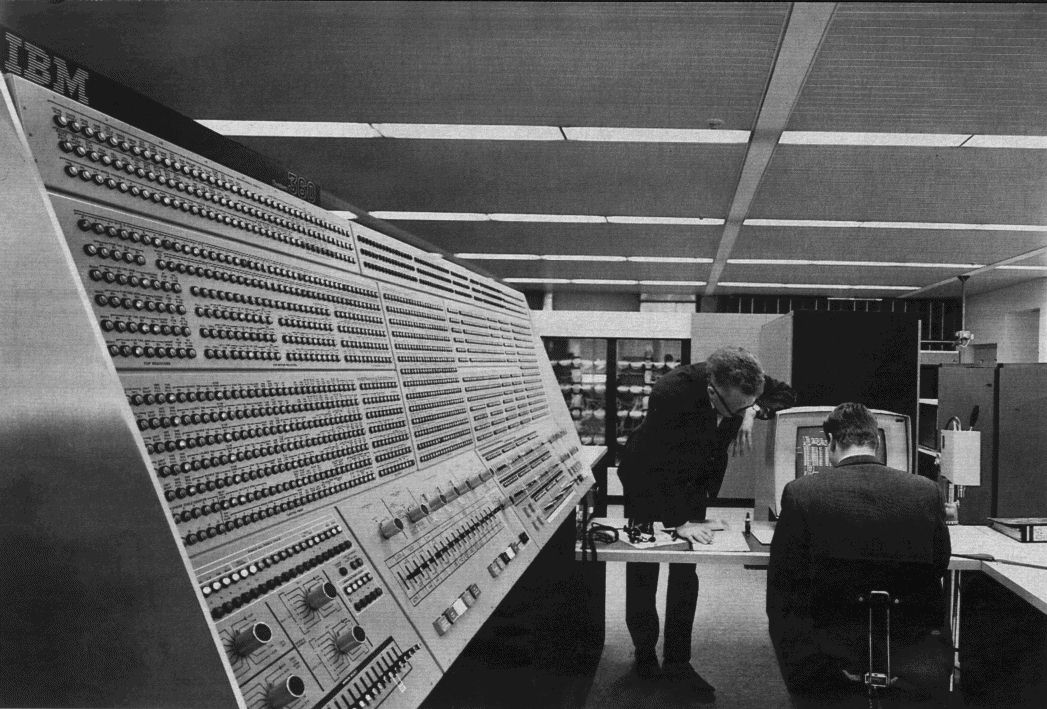
Tento snímek operátorské konzole IBM System 360 Model 91 byl pořízen v NASA někdy na konci 60. let 20. století.

Řada špičkových strojů zahrnovala Model 67 (v roce 1966, jak je zmíněno níže, byly slibovány jako 64 a 66), 85 (1969), 91 (1967, slibovány jako 92), 95 (1968), a 195 (1971). Model 85 byl středně výkonným modelem řady System/360 a následníkem IBM System/370 a byl základem pro 370/165. Existovala System/370 verze z 195, který však neměl dynamický překlad adres.
Implementace se výrazně lišily, používaly různé šířky datových sběrnic, některé používaly mikrokód, ale všechny modely byly extrémně kompatibilní. S výjimkou dokumentovaných rozdílů byly modely kompatibilní i architektonicky. Například Model 91 byl navržen pro vědecké výpočty a poskytoval out-of-order instruction execution (a by mohl na něm docházet k „imprecise přerušením“, pokud se programové přerušení objevilo, když bylo rozpracováno několik dalších instrukcí), ale postrádal desítkovou instrukční sadu používanou v komerčních aplikacích. Nové vlastnosti bylo možné přidávat bez narušení definice architektury: 65 měl verzi s duálním procesorem (M65MP) s rozšířením pro meziprocesorovou signalizaci; model 85 používal cache paměť. Modely 44, 75, 91, 95, a 195 byly implementovány s pevně zadrátovanou logikou, zatímco ostatní používaly mikrokód.
IBM System/360 Model 67 ohlášený v srpnu 1965 byl prvním produktem IBM, který disponoval hardwarem pro dynamický převod adres (virtuální paměť) pro sdílení času. Jednotka „DAT“ se nyní zpravidla označuje jako MMU. Pokusný prototyp jednotky vycházel z modelu 40. Před modelem 67 firma IBM ohlásila modely 64 a 66, verze modelů 60 a 62 s DAT, ale byly téměř okamžitě nahrazeny modelem 67, ve stejné době jako byly modely 60 a 62 nahrazeny modelem 65. DAT hardware se znovu objevil v roce 1972 v řadě S/370, kde zpočátku nebyl dostupný. Stejně jako blízce příbuzné modely 65 a 67, také nabízel duální procesory.
Propagaci všech modelů System/360 IBM ukončila do konce roku 1977.

### Zpětná kompatibilita
Existující zákazníci firmy IBM měli rozsáhlé investice v softwaru, který provozovali na počítačích 2. generace. Několik modelů nabízelo emulaci předchozího počítače zákazníka pomocí kombinace speciálního hardwaru, speciálního mikrokódu a emulačního programu, který pro simulaci cílového systému používal emulační instrukce, takže na novém stroji bylo možné spouštět staré programy.
| System/360 model | Emulovaný systémy                                             |
| ---------------- | ------------------------------------------------------------- |
| Model 20         | 1401                                                          |
| Model 30         | 1401 1440 1460                                                |
| Model 40         | 1401 1440 1460 1410 7010                                      |
| Model 50         | 1401 1440 1460 1410 7010 7070, 7072 and 7074                  |
| Model 65         | 7070, 7072 and 7074 7080 709 7090, 7094 7094 II 7040 and 7044 |
| Model 85         | 709 7090, 7094 7094 II 7040 and 7044 Pod řízením OS.          |

Zpočátku museli zákazníci zastavit počítač a zavést emulační program. Později IBM dodávala upravené emulační programy, které umožňovaly emulovat systémy 1401, 1440, 1460, 1410 a 7010 pod kontrolou operačního systému. Model 85 a následně System/370 zachovávaly možnosti emulace a umožňovaly, aby programy pro starší systémy byly prováděny emulátorem pod řízením operačního systému spolu s nativními programy.

### Následníci a varianty
System/360 (kromě Modelu 20) byl v roce 1970 nahrazen kompatibilní řadou System/370 a uživatelům Modelu 20 byl nabídnut přechod na IBM System/3. (Myšlenky na velký průlom s vyvíjenou FS technology byly opuštěny v polovině 70. let 20. století kvůli špatnému poměru cena/výkon a problémům s kompatibilitou.) K pozdějším kompatibilním IBM systémům patří řady IBM 4300, IBM 308X, IBM 3090, IBM ES/9000 family, modely IBM 9672 řady System/390 a řada IBM Z.
K dalším počítačům, jejichž strojový kód nebo architektura byly téměř identické nebo kompatibilní se System/360, patří řada Amdahl 470 (a následníci), sálové počítače Hitachi, UNIVAC 9000 series, počítače Facom firmy Fujitsu, řada Spectra 70 firmy Radio Corporation of America, a English Electric System 4. Stroje pro System 4 byly vyráběny na základě licence RCA. RCA prodalo řadu Spectra předchůdci firmy UNIVAC, který následně vyráběl UNIVAC řadu 70. UNIVAC také vyvinul UNIVAC Series 90 jako následníka řady 9000 a řady 70. V Sovětském svazu vyráběli klony System/360 pod názvem Řada EC.
Přenosný počítač IBM 5100 představený v roce 1975 nabízel volbu pro provádění programů v jazyce APL pro System/360 pomocí hardwarového emulátoru. Firma IBM použila tento přístup, aby snížila náklady a zpoždění při vytváření verze APL pro 5100.
Speciální radiačně odolný a jinak upravený System/360s ve formě letového počítače System/4 Pi se používaly v několika bitevních letadlech a bombardérech. V plné 32bitové AP-101 verzi byly 4 Pi stroje používány jako replikované výpočetní uzly fault-tolerant počítačového systému (s pěti uzly) ve Space Shuttle. Federal Aviation Administration Spojených států používalo speciální cluster upravených strojů System/360 nazývaný IBM 9020 pro řízení letového provozu od roku 1970 do 90. let 20. století. (Část softwaru pro 9020 je virtuálně stále používána díky emulaci na novějším hardwaru.[zdroj?])

## Tabulka modelů System/360
| Model   | Datum ohlášení     | Dodáván od    | Výkonnost pro vědecko- technické výpočty (kIPS) | Komerční výkonnost (kIPS) | CPU přenosová rychlost (MB/sec) | Paměť přenosová rychlost (MB/sec) | Velikost paměti (v (binárních) KB) | Hmotnost (liber)                                                                                   | Poznámky                                                                  |
| ------- | ------------------ | ------------- | ----------------------------------------------- | ------------------------- | ------------------------------- | --------------------------------- | ---------------------------------- | -------------------------------------------------------------------------------------------------- | ------------------------------------------------------------------------- |
| 30      | duben 1964         | červen 1965   | 10.2                                            | 29                        | 1.3                             | 0.7                               | 8-64                               | 1700 (770 kg):s.2030.1                                                                             |                                                                           |
| 40      | duben 1964         | duben 1965    | 40                                              | 75                        | 3.2                             | 0.8                               | 16-256                             | 1700-2310 (770-1050 kg) závisí na paměti.:s.2040.1                                                 |                                                                           |
| 50      | duben 1964         | srpen 1965    | 133                                             | 169                       | 8.0                             | 2.0                               | 64-512                             | 4,700-7,135 (2,100-3,236 kg) závisí na paměti.:s.2050.2,2050.4                                     | Podporoval IBM 2361 Large Capacity Storage (LCS).                         |
| 60 - 62 | duben 1964         | nikdy         |                                                 |                           |                                 |                                   |                                    | | Nahrazen typem Model 65                                                   |
| 70      | duben 1964         | nikdy         |                                                 |                           |                                 |                                   |                                    | | Nahrazen typem Model 75                                                   |
| 90      | duben 1964         | nikdy         |                                                 |                           |                                 |                                   |                                    | | Nahrazen typem Model 92                                                   |
| 92      | srpen 1964         | nikdy         |                                                 |                           |                                 |                                   |                                    | | Později upraven na IBM System/360 Model 91                                |
| 20      | listopad 1964      | březen 1966   | 2.0                                             | 2.6                       |                                 |                                   | 4-32                               | 1,200–1,400 (540–640 kg)                                                                           | 16-bit, nízký výkon, omezený částečně nekompatibilní instrukční sada      |
| 91      | leden 1966:s.p.394 | říjen 1967    | 1,900                                           | 1,800                     | 133                             | 164                               | 1,024-4,096                        | | Dostupný na speciální žádost začátek listopad 1964:s.388                  |
| 64-66   | duben 1965         | nikdy         |                                                 |                           |                                 |                                   |                                    | | Nahrazen typem Model 67                                                   |
| 65      | duben 1965         | listopad 1965 | 563                                             | 567                       | 40                              | 21                                | 128-1,024                          | 4290-8830 (1950-4005 kg) závisí na paměti a počtu procesorů.:s.2065.2,2065.4,2065.6,2065.8,2065.10 | Podporoval LCS                                                            |
| 75      | duben 1965         | leden 1966    | 940                                             | 670                       | 41                              | 43                                | 256-1,024                          | 5125-5325 (2325-2415 kg) závisí na paměti.:s.2075.2,2075.4                                         | Podporoval LCS                                                            |
| 67      | srpen 1965         | květen 1966   |                                                 |                           | 40                              | 21                                | 512-2,048                          | 3674 (1700 kg) - Procesor pouze.:s.2067.6                                                          | Dynamický překlad adres pro sdílení času                                  |
| 44      | srpen 1965         | září 1966     | 118                                             | 185                       | 16                              | 4.0                               | 32-256                             | 2900-4200 (1300-1900 kg) závisí na paměti.:s.2044.2                                                | Specializovaný pro vědecko-technické výpočty                              |
| 95      | speciální pořadí   | únor 1968     | 3,800 est.                                      | 3,600 est.                | 133                             | 711                               | 5,220                              | | Výkonnost odhadnutý jako 2× Model 91:s.p.394                              |
| 25      | leden 1968         | říjen 1968    | 9.7                                             | 25                        | 1.1                             | 2.2                               | 16-48                              | 2050 (930 kg):s.2025.2                                                                             |                                                                           |
| 85      | leden 1968         | prosinec 1969 | 3,245                                           | 3,418                     | 100                             | 67                                | 512-4,096                          | 14428 (6544 kg) - Procesor pouze.:s.2085.2                                                         | 16-32 KB cache paměť, rozšířená přesnost výpočtů v pohyblivé řádové čárce |
| 195     | srpen 1969         | březen 1971   | 10,000 est.                                     | 10,000 est.               | 148                             | 169                               | 1,024-4,096                        | 13450-28350 (6150-12900 kg) závisí na paměti.:s.3195.2,3195.4                                      | 32 KB IC cache paměť. Výkonnost odhadnuta jako 3× Model 85.:s.p.422       |
| 22      | duben 1971         | červen 1971   |                                                 |                           | 1.3                             | 0.7                               | 24-32                              | 1500 (680 kg):s.2022.1                                                                             | Znovu vyráběný Model 30                                                   |

Shrnutí
- Šest z dvaceti ohlášených modelů IBM System/360 buď nebylo nikdy dodáváno nebo nebylo nikdy vyrobeno.
- Čtrnáct z dvaceti ohlášených modelů IBM System/360 bylo dodáváno.

## Technický popis

### Klíčové vlastnosti

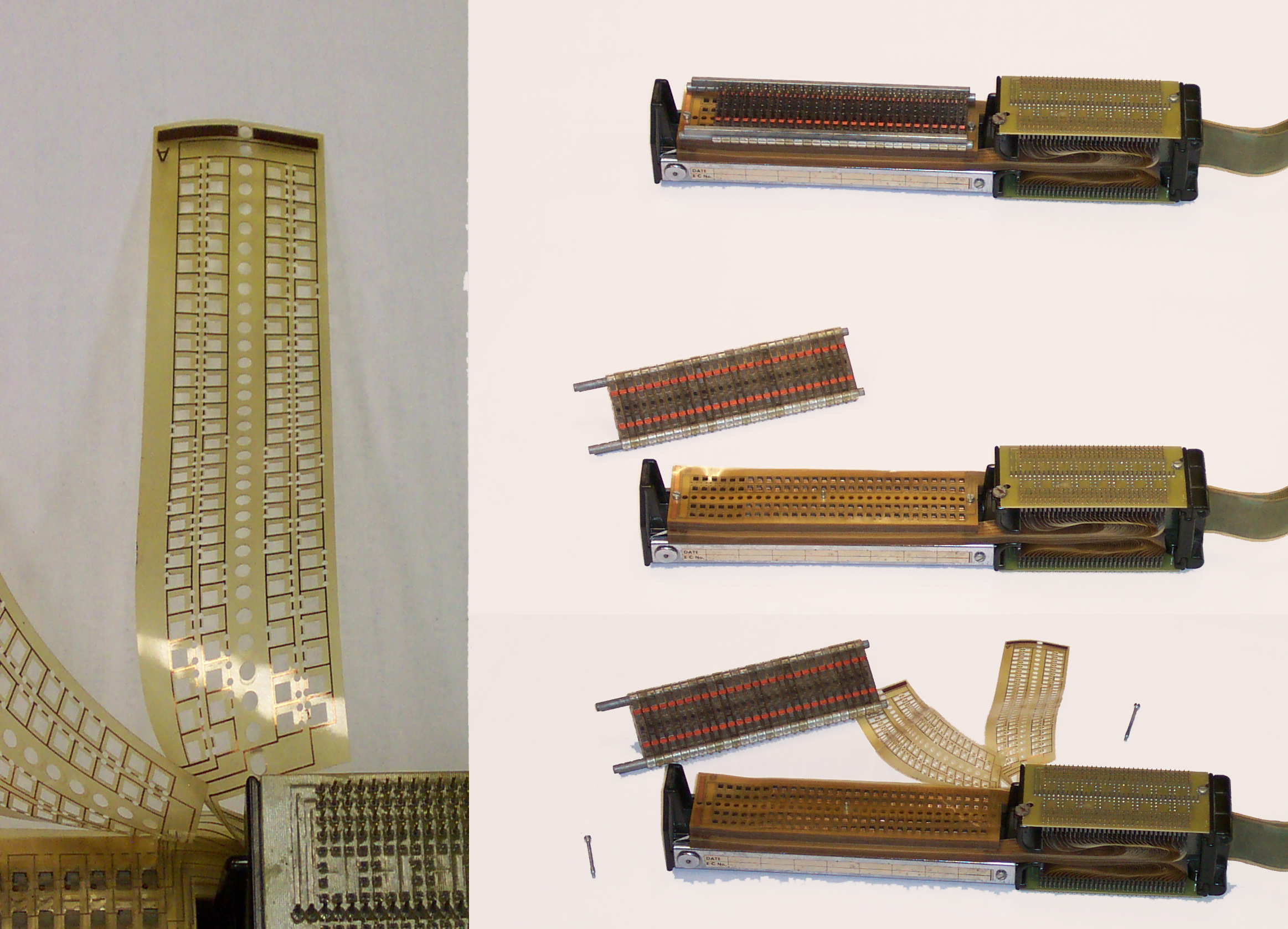
Transformátorová paměť pouze pro čtení (TROS) používaná jako paměť mikrokódu v IBM System/360 Model 40

System/360 uvedl na trh několik průmyslových standardů, jako například:
- 8bitový bajt (proti finančnímu tlaku během vývoje omezit byte na 4 nebo 6 bitů), místo přijetí konceptu přístupu k bytům proměnné velikosti na libovolné bitové adrese z 7030.
- Bytově adresovatelná paměť (jako protiklad k bitově adresovatelné nebo slovně adresovatelné paměti)
- 32bitové slovo
- Bus and Tag V/V kanál standardizovaný normou FIPS-60[32]
- Komerční použití mikrokódových procesorů
- IBM Floating Point Architecture
- Znaková sada EBCDIC[Pozn 5]
- Devítistopá magnetická páska

## Galerie
Tato galerie ukazuje operátorskou konsoli s kontrolkami indikujícími hodnoty registrů procesoru, spínači (prostřední z obrázků) a „bezpečnostním vypínačem“ (anglicky emergency pull) (obrázek vpravo nahoře) různých modelů.

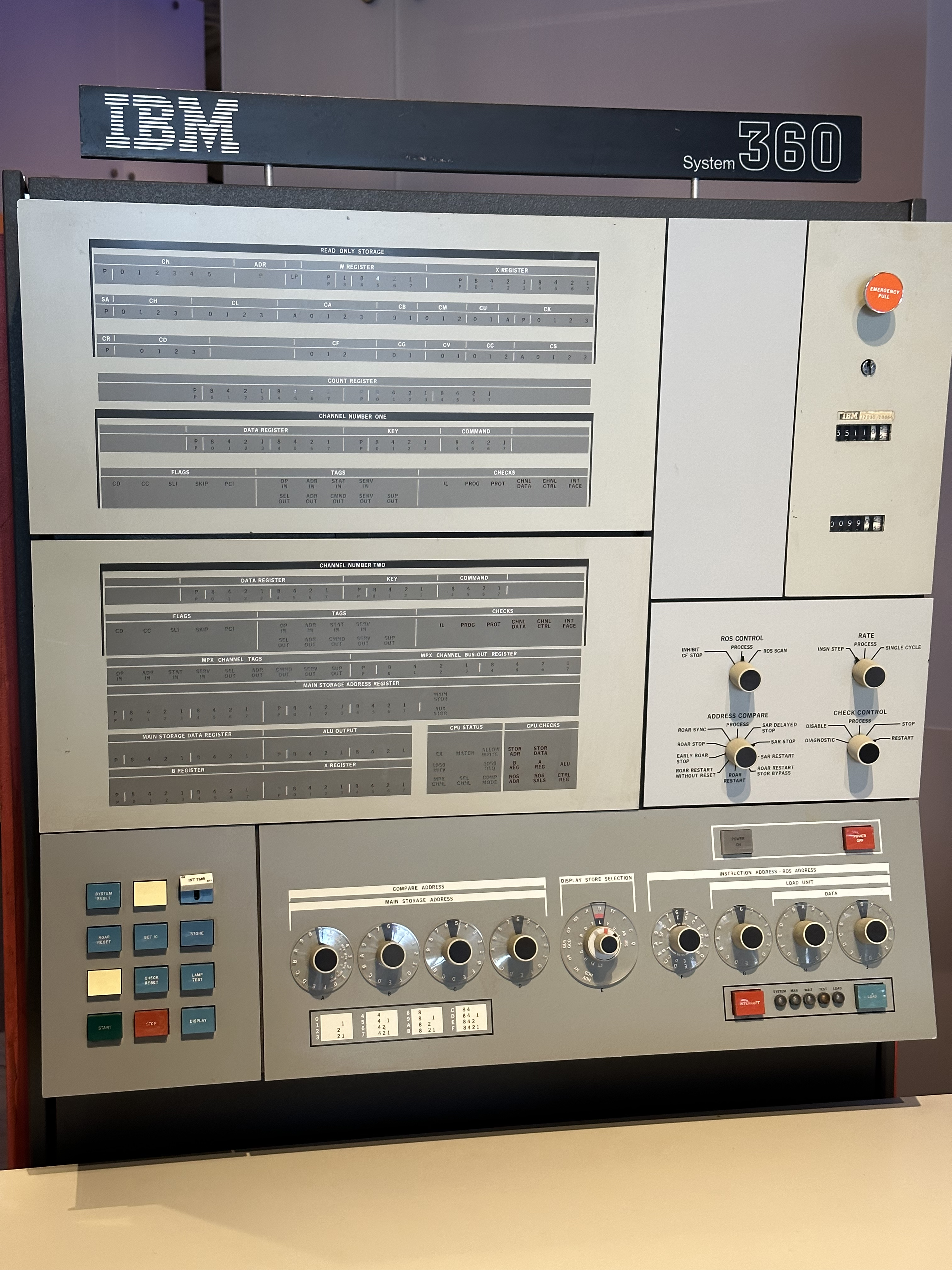
Model 30
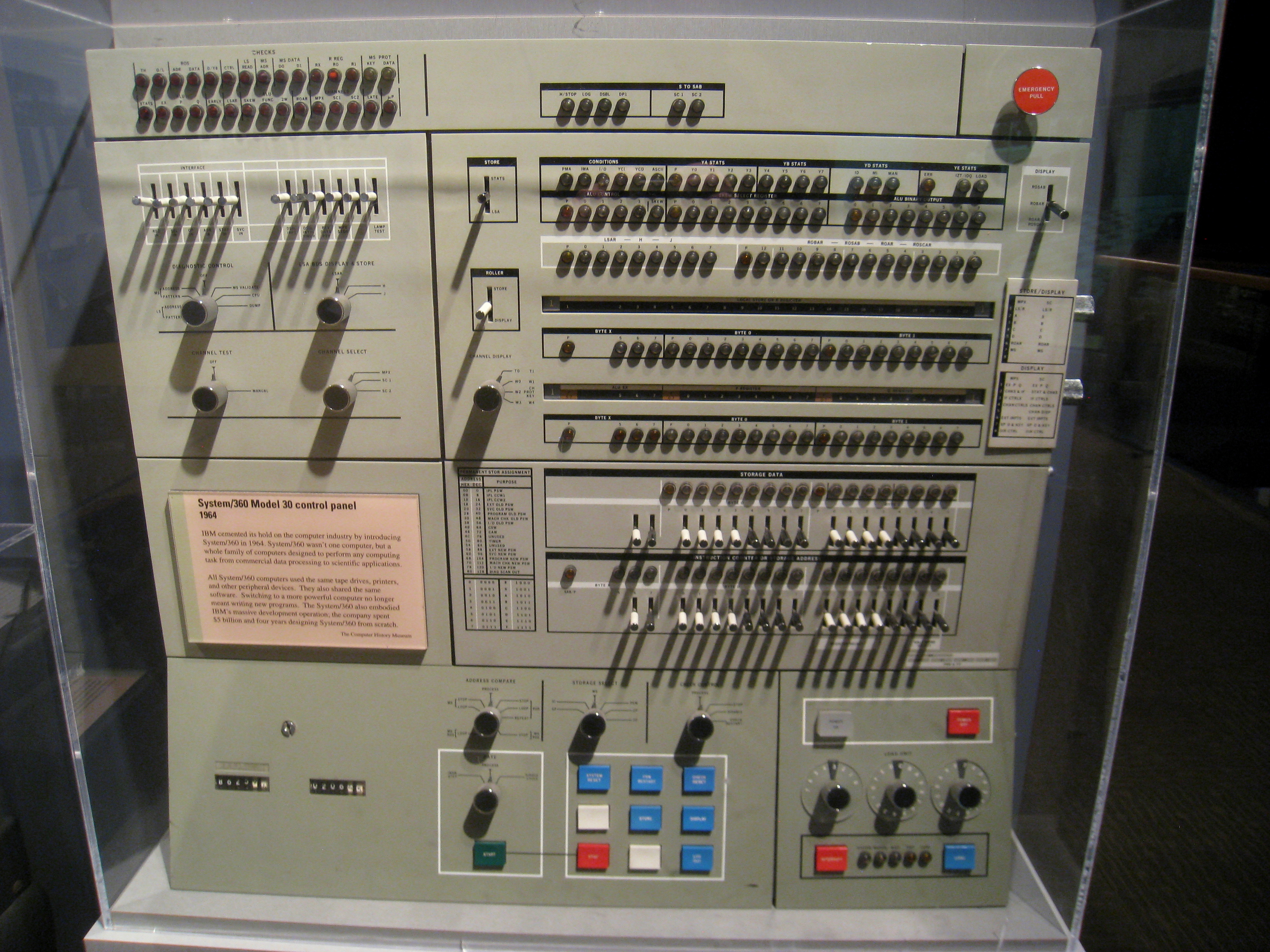
Model 40
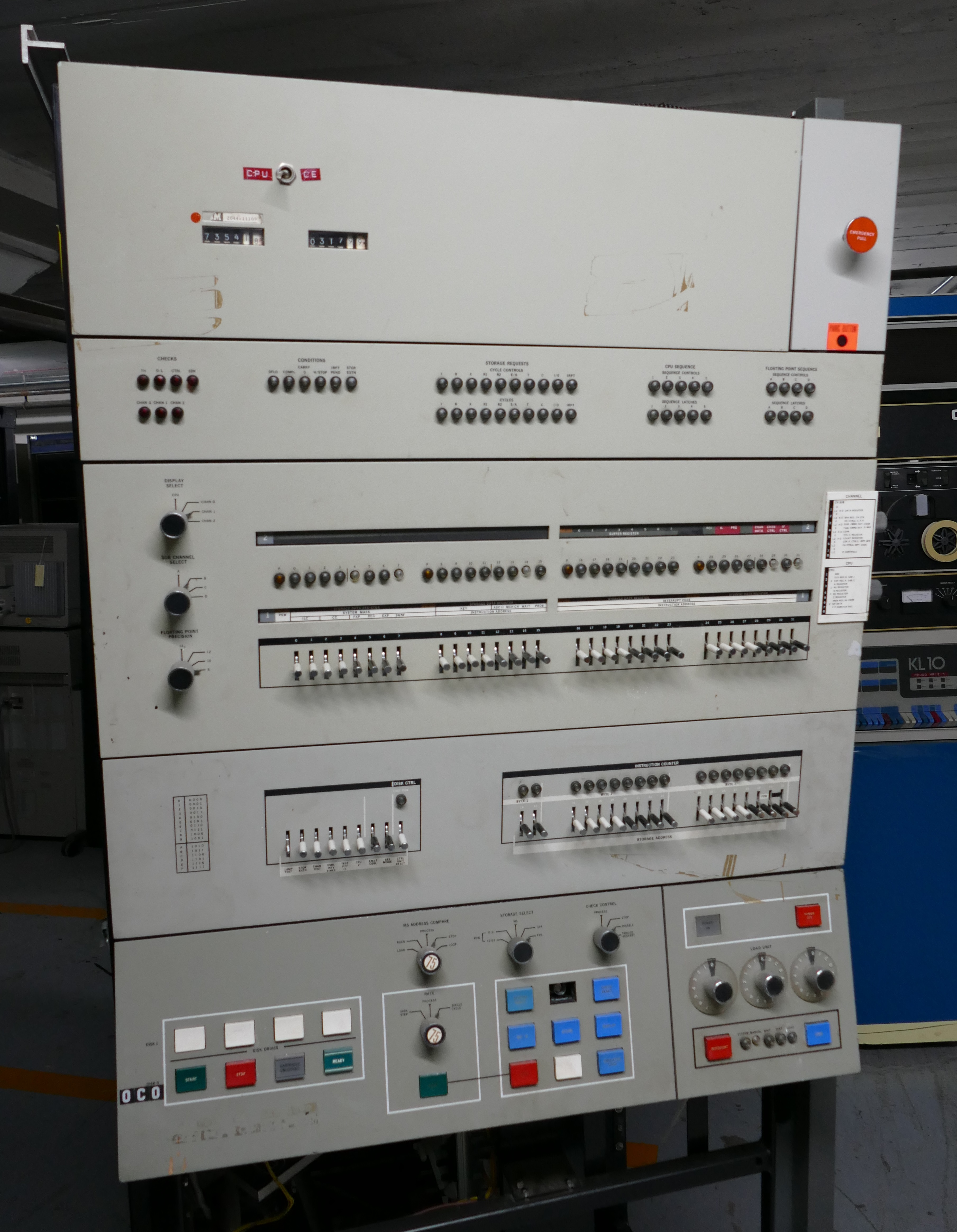
Model 44
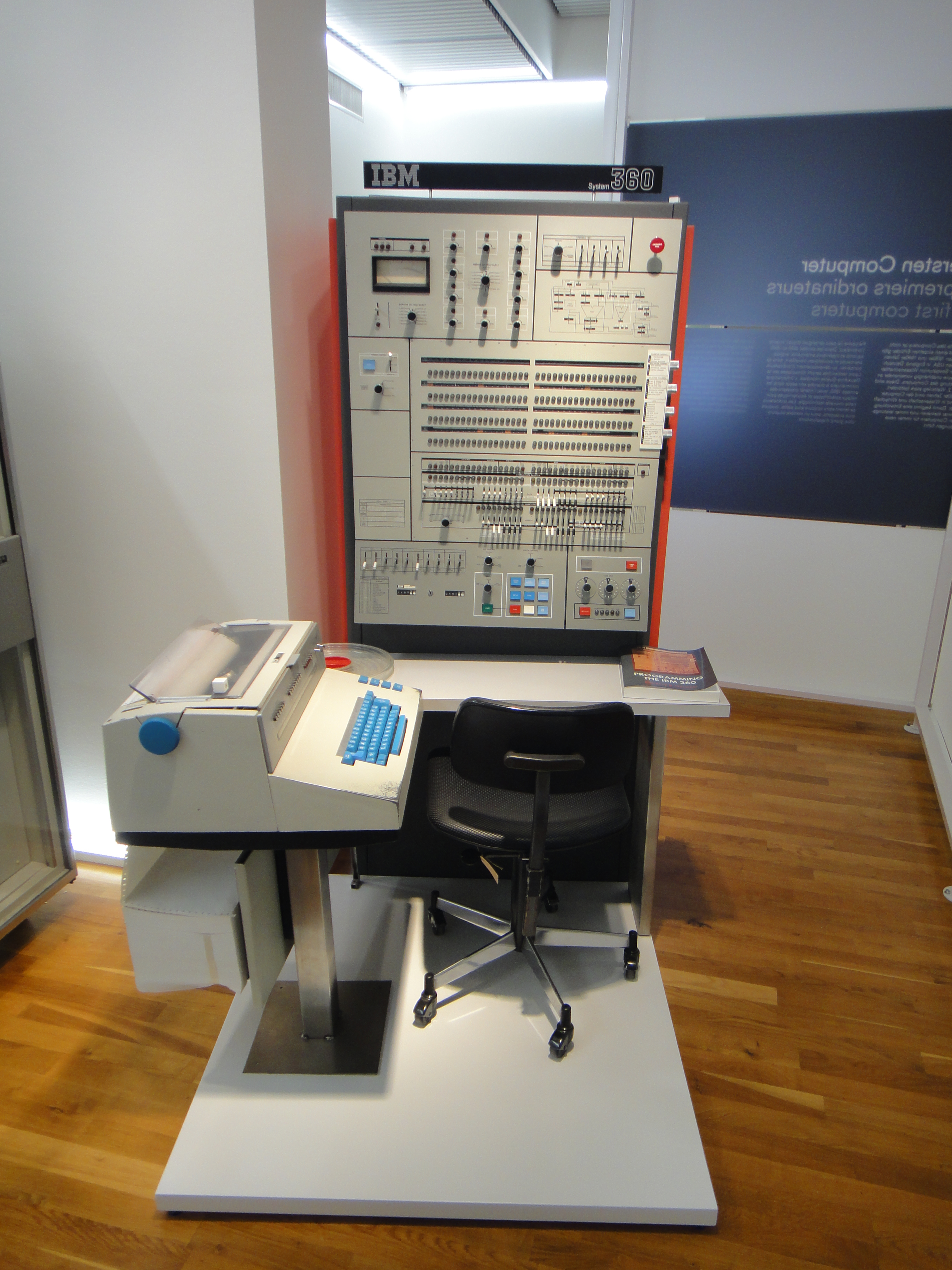
Model 50
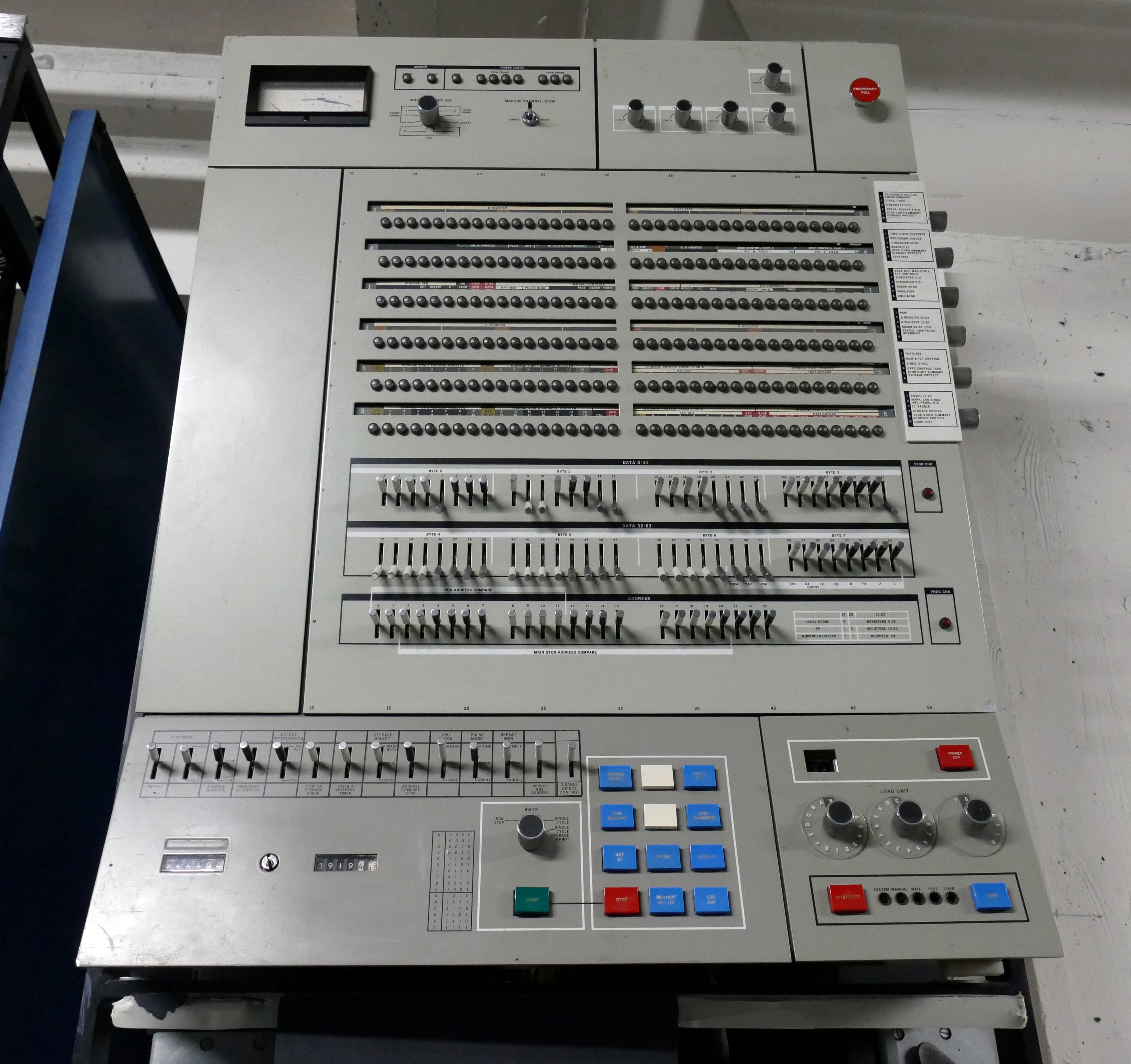
Model 65
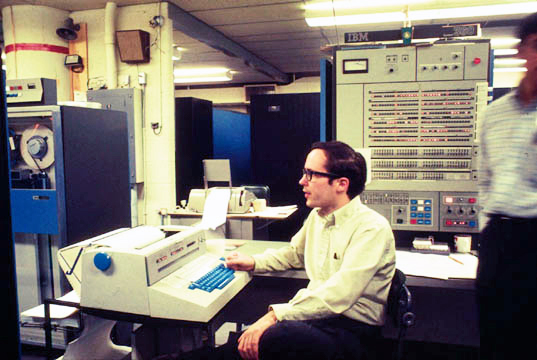
Model 67
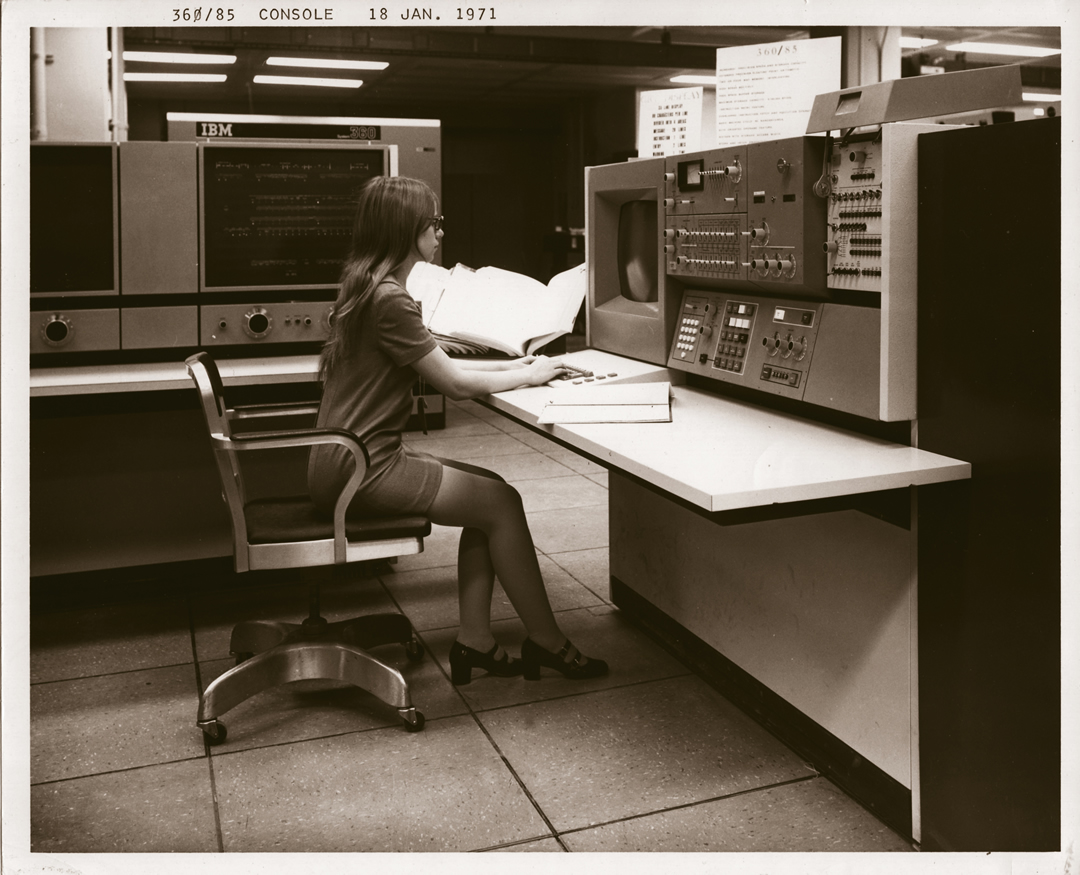
Model 85
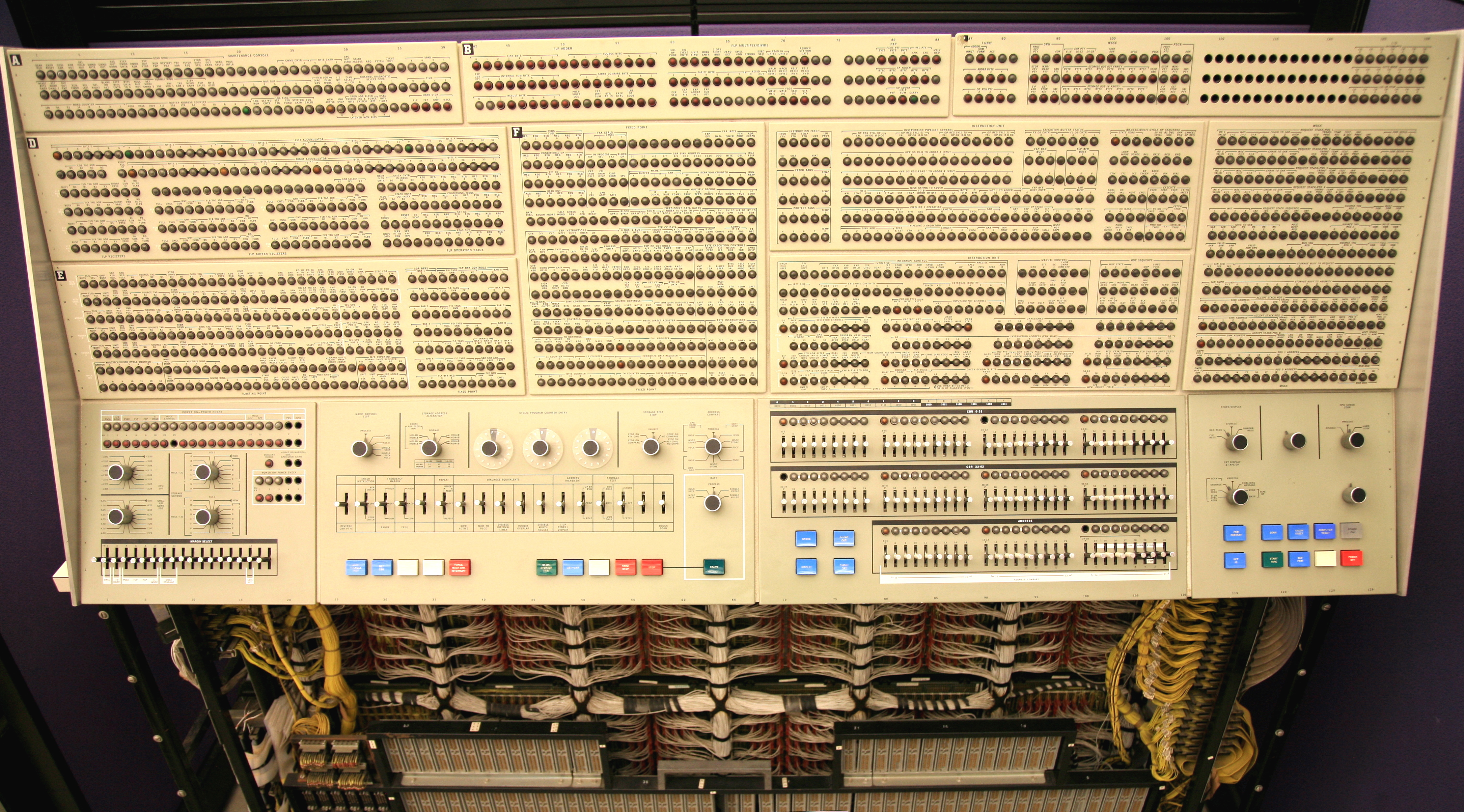
Model 91

## V populární kultuře
V americkém televizním seriálu Šílenci z Manhattanu (2007–2015) byl „IBM 360“ vykreslen jako hlavní prvek tajného plánu, v němž nějaká firma pronajala systém reklamí agentuře; počítač tvořil výrazný prvek pozadí v sedmé řadě seriálu.
Film THX 1138 má několik scén v rozsáhlé počítačové místnosti s pěti konzolemi System/360, magnetopáskovými jednotkami a jinými periferními zařízeními.
Crowdfundingová kampaň za oživení a obnovení systému IBM/360 v Norimberku získala úspěšně potřebné prostředky.